# Palmiano
Palmiano är en ort och kommun i provinsen Ascoli Piceno i regionen Marche i Italien. Kommunen hade 185 invånare (2018).